# Монтоцький монстр

Фотографія тіла, що у 2008 році швидко поширилася у локальних ЗМІ та Інтернеті.

Монтоцький монстр (англ. Montauk Monster) — мертве тіло невизначеної тварини, в 2008 році викинуте морем на берег у переписній місцевості Монток (штат Нью-Йорк). Оскільки провести ретельне дослідження тіла не вдалося через його зникнення, а за його фотографією було важко визначити біологічний вид, прихильники криптозоології наполягають, що істота являла собою неідентифікований криптид. Інші, через підозріле зникнення тіла, схильні вважати, що воно є підробкою, а вся історія з ним — містифікацією. Тим не менш, зрештою експерти визначили, що на фотографії з великою ймовірністю зображено труп єнота, а незвичний зовнішній вигляд він має через розкладання і тривале перебування у воді, внаслідок чого втратив шерсть і верхню щелепу.

## Історія
12 липня 2008 року три місцеві жінки, в тому числі 26-річна Дженна Г'юїтт, виявили на пляжі Дітч Плейнс труп дивної тварини. 23 липня в газеті «The F-22 Raptor» було опубліковано статтю з їхніми свідченнями, до якої додавалася зроблена ними фотографія тіла. На фото видно, що тварина має дзьобоподібний виступ на морді, гострі зуби, і позбавлена волосяного покрову. За словами неназваної жінки, тварина мала розміри приблизно з кота, і на момент висвітлення у пресі вже розклалася до стану скелету. Місце, де тіло знаходилося у час проведення інтерв'ю, жінка не назвала. Г'юїтт стверджувала, що якийсь хлопець забрав тушку і поклав у себе на задньому дворі, але не сказала, хто це був, і де знаходиться двір.
Г'юїтт і її подруги дали інтерв'ю на місцевому телеканалі Plum-TV. Фотографії передали на американський інтернет-таблоїд Gawker.com, де 29 липня було опубліковано статтю про невідоме створіння «Dead Monster Washes Ashore in Montauk» («Мертвого монстра викинуло на берег у Монтоку»), що привернула широку увагу. Тоді ж криптозоолог Лорен Коулман першим придумав назву «монтоцький монстр», і за наступні кілька днів це прізвисько, як і фотографії істоти, поширилося в Інтернеті по всьому світу. Сайт Snopes.com, присвячений критичному дослідженню міських легенд, відзначив потенційну цінність знахідки як міської легенди.

## Теорії і дослідження
У пресі висловлювалися різноманітні припущення стосовно видової приналежності знахідки. Так, припускалося, що це морська черепаха без панцира, собака, великий гризун тощо. Розглядалася можливість того, що це «мутант», який був створений під час якогось наукового експерименту у Центрі дослідження захворювань тварин, розташованому на острові Плам у 30 км від місця виявлення «чудовиська» — під час холодної війни у Центрі проводилися експерименти з розробки біологічної зброї, призначеної для впливу на худобу, і різноманітні чутки поширюються про нього і досі. Директор Центру нагадав, що цей заклад був переданий у юрисдикцію Департаменту сільського господарства ще у 1956 році і з того часу не займався ані військовими розробками, ані експериментами з генетикою. І, нарешті, через підозріле зникнення тіла, було висловлено думку, що вся ця історія є містифікацією, — наприклад, частиною маркетингової кампанії якогось нового телевізійного шоу на тему криптозоології.
Вільям Вайз, директор Інституту живих морських ресурсів Університету Стоуні Брук, дослідивши фотографію, висловив припущення, що на ній зображено виготовлену з латексу підробку. Крім того, він розглянув кілька варіантів того, якій тварині міг належати труп, якщо він дійсно справжній, і пояснив, чому відкидає ту чи іншу версію. У гризуна мали б бути характерні різці, вівця не має гострих зубів, для єнота істота має непропорційно довгі ноги, а черепаха не має хутра і зубів, і її тіло не можна витягнути з панцира, не завдавши значної шкоди хребту та тканинам спини. Найбільш ймовірним варіантом вчений назвав собаку або койота, спотвореного довгим перебуванням у воді, але зазначив, що око і лапи трупа не дуже схожі на такі у псових.
1 серпня інтернет-таблоїд «Gawker» опублікував знімки (в тому числі рентгенівські) ракалі — австралійського водяного щура, — зазначивши певну подібність з монтоцьким монстром, включаючи схожу на дзьоб морду, хвіст, ноги та розмір. Того ж дня американський зоолог Джефф Корвін в інтерв'ю «Fox News Channel» розповів, що теж дослідив фотографію та ідентифікував істоту як труп єнота або, можливо, собаки. Британський палеозоолог Деррен Неш підтримав цю думку і спростував твердження Вайза про те, що лапи істоти на фотографії не схожі на лапи єнота, навівши у своєму блозі порівняння зображень непошкодженої тушки єнота і монтоцького монстра. З вигляду видимих зубів, форми черепа і передніх лап з характерними довгими пальцями він зробив висновок, що ця істота була єнотом, а незвичайний вигляд її трупу зумовлений розкладанням і тривалим перебуванням у воді, через що тіло втратило шерсть і деякі частини — зокрема, верхню щелепу.

## Схожі випадки
Подібне тіло було виявлено 30 березня 2011 року в Нортвіллі, штат Нью-Йорк, на пляжі Айрон-Пір. Труп відразу ж почали порівнювати з монтоцьким монстром. За словами Кімберлі Дерхем, директора Фундації дослідження і збереження морської природи у Рівергеді, тварина точно не була морським ссавцем і, швидше за все, являла собою єнота (зазначивши, що для точної ідентифікації було б корисно побачити крупний план зубів істоти).
У липні 2012 року під Бруклінським мостом через протоку Іст-Ривер в Нью-Йорку було знайдено схоже тіло, якому дали назву «іст-ріверський монстр». Тіло було утилізоване Департаментом парків. Слова речниці Департаменту стосовно того, що труп належав свині, викликали критику — судячи з пальців замість роздвоєних ратиць, а також форми хвоста, тварина ніяким чином не могла бути свинею. Припускається, що це міг бути єнот, собака або якийсь великий гризун, хоча ідентифікацію ускладнює відсутність верхньої щелепи.